# Bernhard Kempe
Olof Bernhard Kempe, född 30 maj 1830 i Härnösand, död 11 oktober 1908 i Stockholm, var en svensk industriman och kommunpolitiker.
Bernhard Kempe var son till Johan Carl Kempe. Efter skolgång i Härnösand och Gävle fick han handelsutbildning i Storbritannien, Frankrike och Tyskland. 1856 inträde Bernhard Kempe som delägare i faderns firma Johan Wikner & co. och var tillsammans med brodern Elias Wilhelm var han 1856–1889 ägare av firman. Bernhard Kempe var även preussisk och därefter tysk konsul i Härnösand 1868–1879, stadsfullmäktig i Härnösand 1863–1881, ledamot av styrelsen för Mo och Domsjö AB 1874–1879 och 1890–1908 styrelsens ordförande. Han var därtill VD och disponent för Sandö sågverks AB 1889–1894 och ordförande i bolagets styrelse 1889–1908, ordförande i styrelsen för AB Robertsfors 1899–1908, ledamot av styrelsen för Sulfitaktiebolaget Mo och Domsjö 1902–1904 och ledamot av styrelsen för Gideå och Husums AB 1903–1908. Kempe är begravd på Härnösands gamla kyrkogård.